# GASTagus
O GASTagus, ou Grupo de Ação Social do Tagus, é uma organização não governamental para o desenvolvimento (ONGD) portuguesa.
O GASTagus pretende capacitar os jovens para a cidadania ativa através da promoção de voluntariado nacional e internacional e de atividades de educação não formal. Em Portugal tem como parceiros várias instituições de solidariedade social onde os voluntários praticam voluntariado semanalmente durante a sua formação. Fora de Portugal os parceiros do GASTagus estão presentes em Angola, Brasil, Cabo Verde, Moçambique e São Tomé e Príncipe e durante o mês de Agosto de cada ano recebem equipas de voluntários para potenciar as suas atividades.
A fundação do GASTagus teve como principal motivador a não existência de organizações laicas que preparassem voluntários para projetos internacionais de curta duração (1 a 3 meses). Adicionalmente teve na sua fundação algumas ideias que ainda hoje estão presentes na preparação de voluntários. Primeiro, a existência de um plano de formação baseado em educação não formal que faz com que os voluntários reflitam sobre o que vão enfrentar, preparando-os melhor. Segundo, a obrigatoriedade de realizar voluntariado regular em Portugal. E terceiro, todo o dinheiro necessário para pagar os custos do projeto tem de ser angariado em equipa, sendo que não é possível pagar a própria viagem.
O GASTagus está sediado no pólo do Taguspark do Instituto Superior Técnico e tem atividades de formação na sua sede, no Instituto Superior de Economia e Gestão (ISEG), FCT - UNL (Faculdade de Ciências e Tecnologia da Universidade Nova de Lisboa), ISPA - Instituto Superior de Psicologia Aplicada e Faculdade de Psicologia da Universidade de Lisboa.

## Os Princípios Essenciais

### Visão
Alertar e incentivar a juventude para a descoberta e promoção da dignidade humana através de ações de voluntariado em Portugal e países lusófonos.

### Missão
- Integrar e valorizar a diversidade pessoal, social e cultural dos voluntários.
- Enriquecer cultural e pessoalmente os voluntários através da assimilação e prática dos pilares do GASTagus.
- Através do Voluntariado permitir uma participação ativa e consciente na Sociedade e no Mundo.

### Pilares
- Entrega e Serviço

- Equipa e Amizade

- Renúncia e Simplicidade

- Continuidade e Sustentabilidade

## História

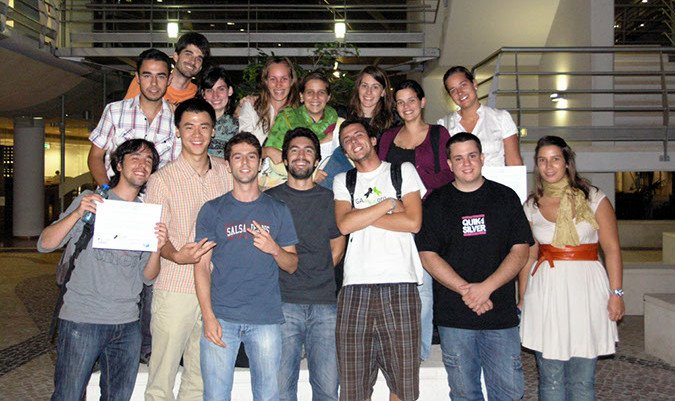
Os primeiros voluntários de 2009 depois de voltarem de projeto.

O GASTagus foi fundado em 2008 por dois jovens universitários, Nuno Amarante e Nuno Cruz. Os dois eram antigos voluntários da Irmãs Doroteias que após consultar com diferentes associações em Portugal e devido a um conjugar de oportunidades decidiram fundar o GASTagus:
- As irmãs Doroteias não teriam missões esse ano;
- Havia um convite para fundar um grupo de ação social em colaboração com um grupo de atividades extra-curriculares do Instituto Superior Técnico, o LAGE2;
- A vontade de poder oferecer a experiência de voluntariado internacional a um público universitário mais alargado, sendo que a questão da religião podia afastar pessoas da experiência.

Em Agosto de 2009 partem 15 voluntários nas primeiras 3 equipas do GASTagus para Benguela (Angola), Cidade da Praia (Cabo Verde) e Trindade (São Tomé e Príncipe). Este último projeto em colaboração com outra organização.

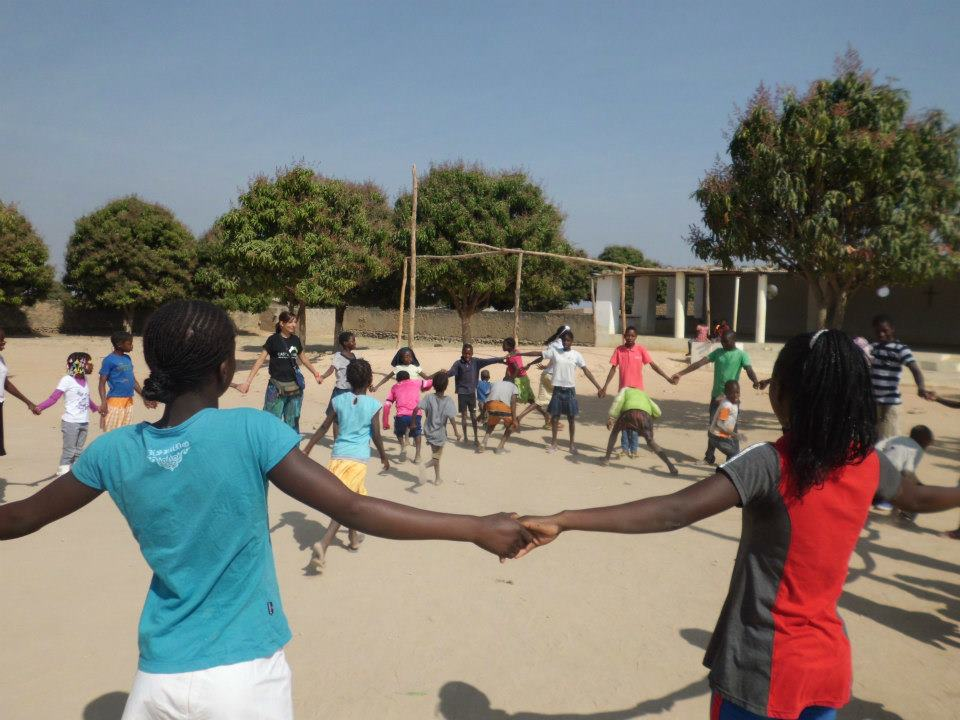
Atividade com crianças num projeto do GASTagus na Ganda, Angola.

No ano seguinte partem 14 voluntários (também em 3 equipas) e voltam pela primeira vez para os mesmos projetos em Angola e São Tomé para dar continuidade ao trabalho realizado. Existe um novo projeto em Cabo Verde com a ACRIDES, visto não ser possível voltar para a Black Panthers (projeto anterior). Em 2010 também é definido formalmente pela primeira vez o termo "Caminhada" que vem descrever o percurso de formação dos voluntários tal como os 4 pilares que regem o GASTagus:
- Entrega e Serviço
- Equipa e Amizade
- Renúncia e Simplicidade
- Continuidade e Sustentabilidade

Desde 2010 que o GASTagus tem vindo a crescer tendo enviado nos anos seguintes enviado cada vez mais voluntários. Em 2011 foi enviada pela primeira vez uma equipa para o nordeste do Brasil e em 2012 para Moçambique.
Em Setembro de 2013 recebe o prémio Voluntariado Jovem Montepio no valor de 25 000.00 €.
O GASTagus é parceiro da campanha Semear, que visa "consciencializar os cidadãos portugueses para a importância do Direito à Alimentação, através do cruzamento das realidades portuguesa e angolana". Esta campanha é coordenada pela Fundação Fé e Cooperação e foi lançada em Outubro de 2014 e decorreu até Dezembro de 2015.
Pela primeira vez em Novembro de 2014 foram realizadas sessões de apresentação fora do Taguspark, iniciando-se a presença no ISEG e no e no Instituto Superior de Ciências da Saúde Egas Moniz. A parceria com a cooperativa de ensino Egas Moniz não foi renovada em 2015, tendo neste ano o GASTagus expandido o seu raio de ação a mais escolas: FCT - UNL (Faculdade de Ciências e Tecnologia da Universidade Nova de Lisboa), ISPA - Instituto Superior de Psicologia Aplicada e Faculdade de Psicologia da Universidade de Lisboa.

## Prémios
- Recebeu em 2013 o Prémio Voluntariado Jovem Montepio no valor de 25 000.00 €[3][4]

## Voluntários em Projeto Internacional
| Ano   | Total | Angola | Brasil | Guiné-Bissau | Cabo Verde | Moçambique | São Tomé e Príncipe |
| ----- | ----- | ------ | ------ | ------------ | ---------- | ---------- | ------------------- |
| 2009  | 15    | 7      | 0      | 0            | 5          | 0          | 3                   |
| 2010  | 14    | 4      | 0      | 0            | 5          | 0          | 5                   |
| 2011  | 29    | 5      | 5      | 0            | 14         | 0          | 5                   |
| 2012  | 80    | 15     | 12     | 0            | 27         | 10         | 16                  |
| 2013  | 114   | 20     | 17     | 0            | 42         | 14         | 21                  |
| 2014  | 80    | 13     | 5      | 0            | 28         | 14         | 20                  |
| 2015  | 90    | 21     | 11     | 0            | 37         | 5          | 16                  |
| 2016  | 101   | 6      | 8      | 0            | 55         | 15         | 17                  |
| 2017  | 109   | 6      | 18     | 0            | 49         | 13         | 23                  |
| 2018  | 85    | 0      | 10     | 5            | 42         | 6          | 22                  |
| 2019  | 65    | 0      | 11     | 14           | 20         | 4          | 16                  |
| total | 782   | 97     | 97     | 19           | 324        | 81         | 164                 |

nota: tabela atualizada em 30 de Julho de 2019